# Jastrzębia Stara
Jastrzębia Stara (prononciation : [jasˈtʂɛmbja ˈstara]) est un village polonais de la gmina de Mogielnica dans le powiat de Grójec de la voïvodie de Mazovie dans le centre-est de la Pologne.
Il se situe à environ 3 kilomètres au nord-est de Mogielnica (siège de la gmina), 20 kilomètres au sud de Grójec (siège du powiat) et à 60 kilomètres au sud de Varsovie (capitale de la Pologne).
Le village possède approximativement une population de 100 habitants en 2014.

## Histoire
De 1975 à 1998, le village appartenait administrativement à la voïvodie de Radom.